# Beethovenstraße 4 (Mönchengladbach)

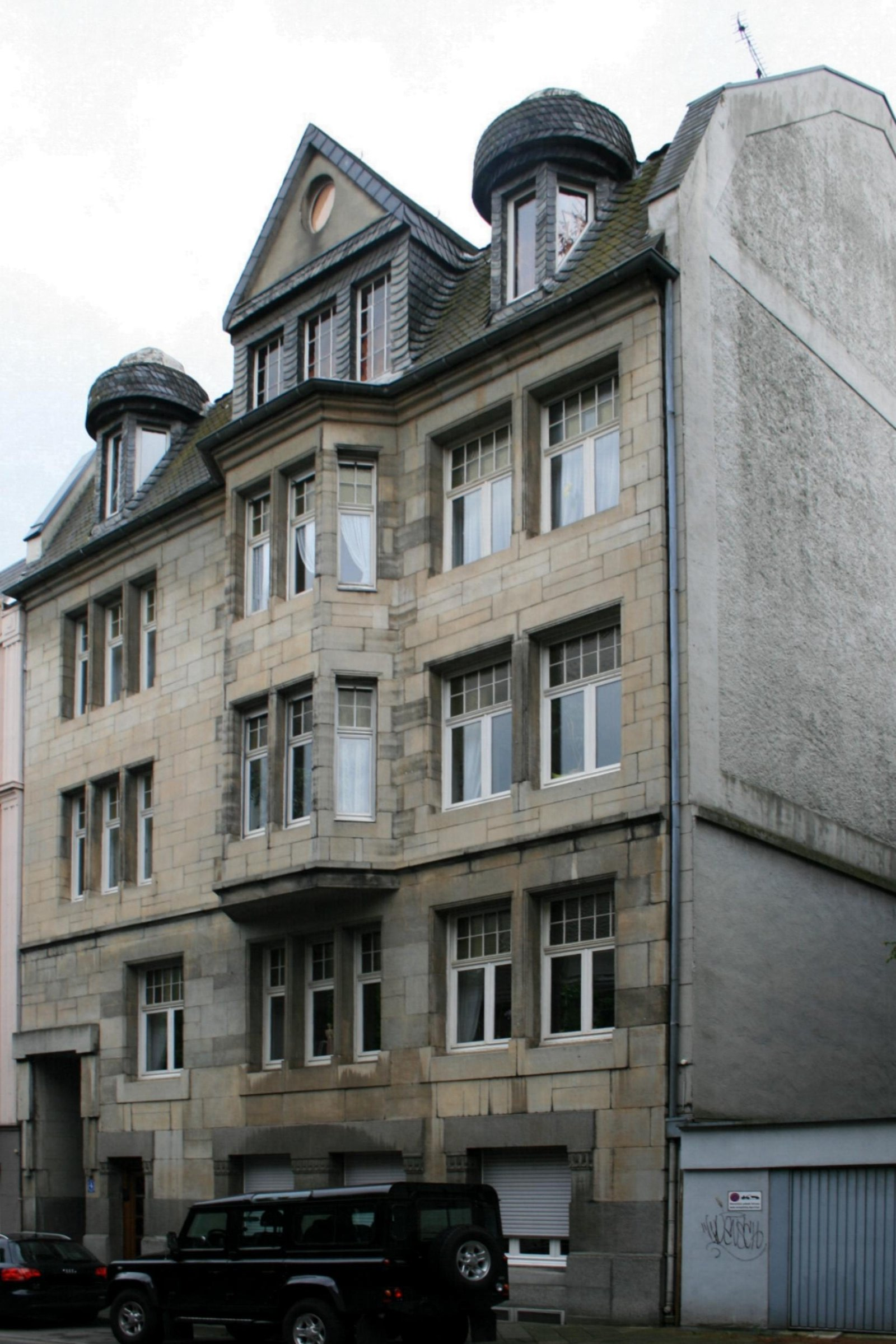
Wohnhaus (2010)

Das Wohnhaus Beethovenstraße 4 befindet sich im Stadtteil Am Wasserturm in Mönchengladbach (Nordrhein-Westfalen).
Das Haus wurde Anfang des 20. Jahrhunderts erbaut. Es ist unter Nr. B 017 am 4. Dezember 1984 in die Denkmalliste der Stadt Mönchengladbach eingetragen worden.

## Architektur
Bei dem Objekt handelt es sich um ein viergeschossiges Mehrfamilienhaus mit verschiefertem Mansarddach. In der gesamten Fassade wurden vorgefertigte Betonwerksteinplatten und Formteile verwendet. Diese Formteile haben einen streng organisierten Fugenschnitt mit besonderer Absetzung von Gewändeteilen, Fensterstürzen, Sockelteilen usw. mit genau geplantem Fugenschnitt. Das Mansarddachgeschoss ist zu Wohnzwecken ausgebaut.